# Canister (chimie)
Pour les articles homonymes, voir canister.
Un canister est un absorbeur de gaz utilisé notamment en automobile, en plongée sous-marine ou encore dans le domaine de la surveillance de la qualité de l'air ambiant.

## Automobile

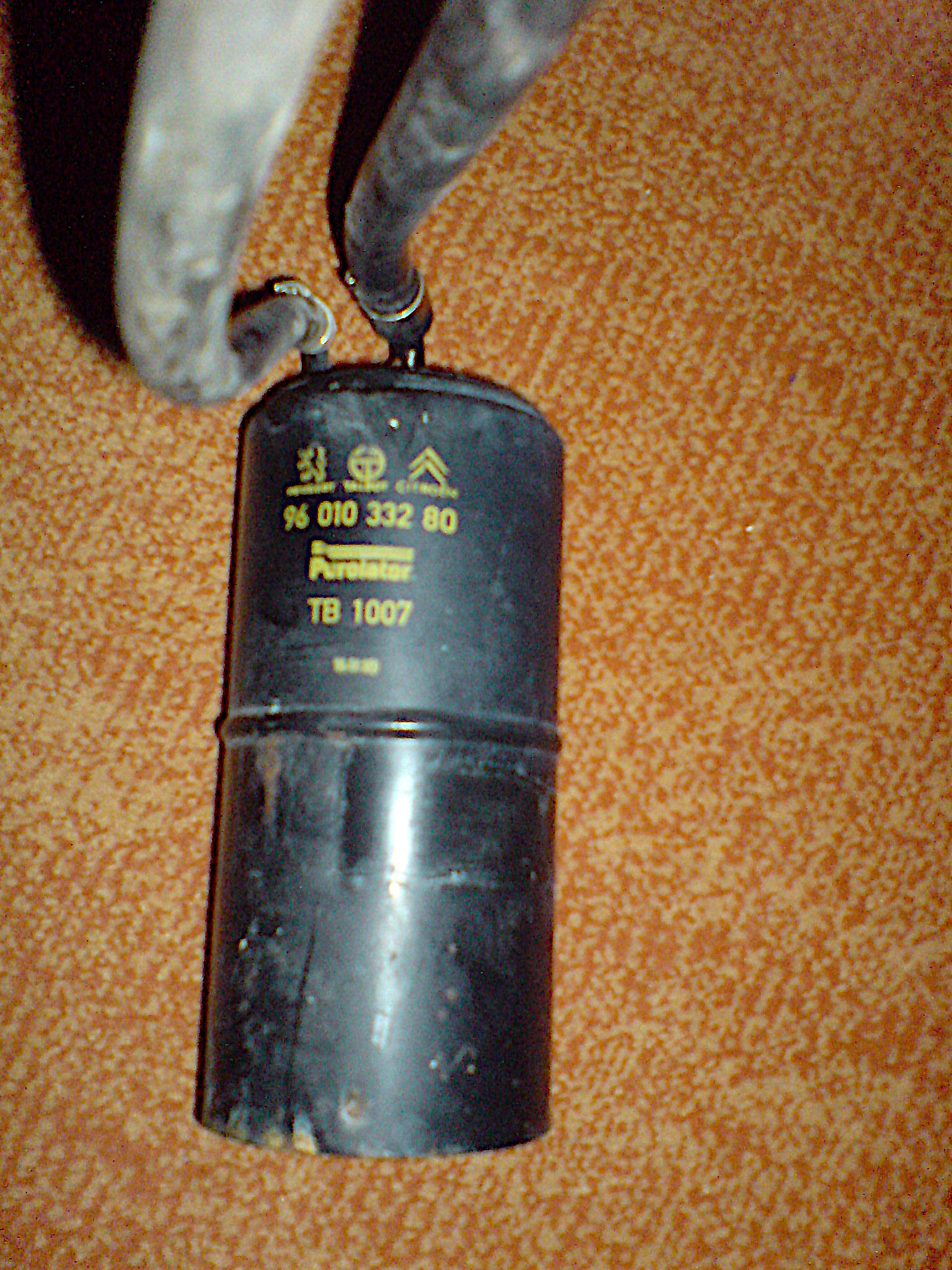
Canister d'une Peugeot 205.

Il y a un canister dans les véhicules à moteur à combustion (essence, pas diesel) pour empêcher les vapeurs d'hydrocarbures du réservoir de s'échapper à l'atmosphère. Il contient du charbon actif sur lequel viennent se fixer les molécules d'hydrocarbure. Ce phénomène de fixation de molécules sur une surface solide est appelé adsorption (c'est par exemple, la buée sur une vitre ; à ne pas confondre avec absorption qui désigne notamment la dissolution d'un gaz dans un liquide, par exemple une eau gazeuse). Le canister est un adsorbeur. Il joue le rôle d'un filtre pour les molécules, mais le mot filtre est impropre car en général réservé à la rétention de particules (filtres à air, à gasoil…). Le volume d'un canister est de 0,5 à 2 L environ suivant la dimension du réservoir.

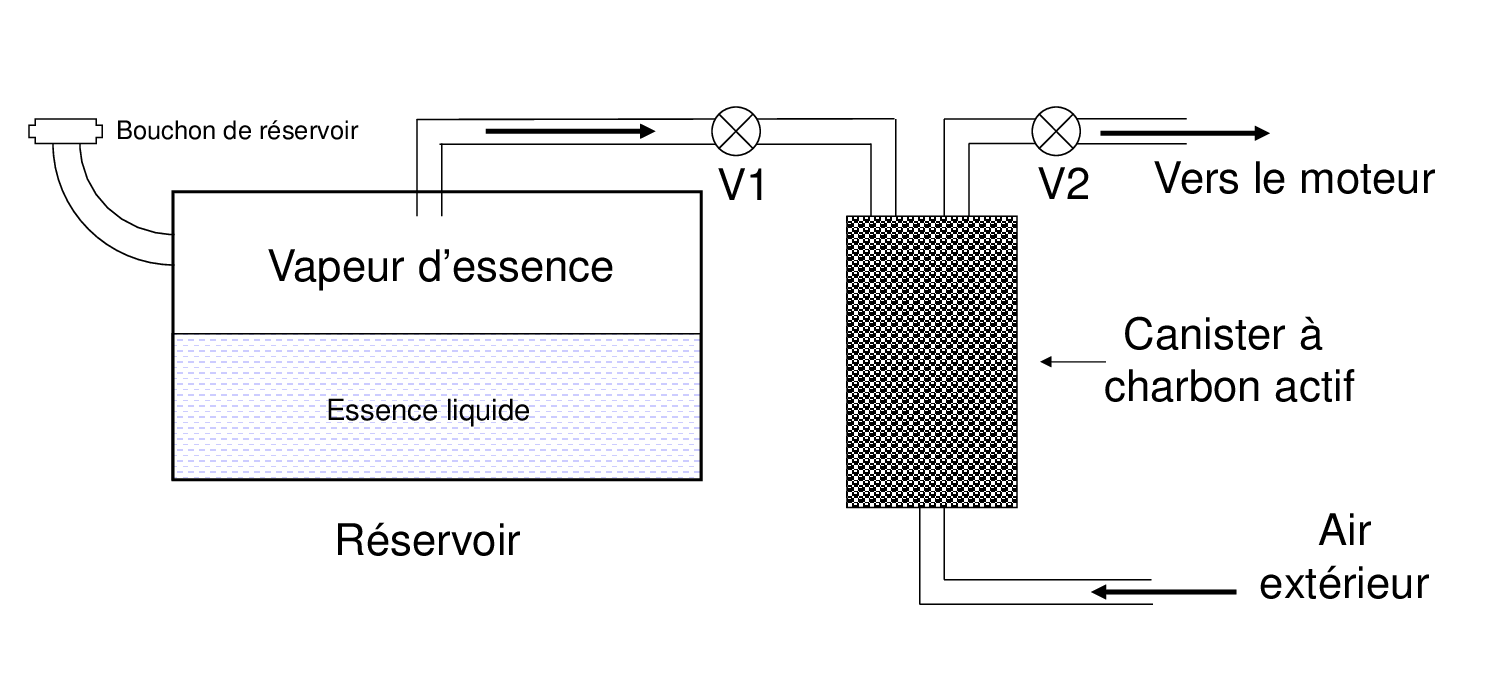
Principe de fonctionnement d'un canister d'automobile.

Principe de fonctionnement d'un canister d'automobile : les vapeurs d'essence (essentiellement du butane) produites dans le ciel du réservoir, notamment en cas d'échauffement (véhicule au soleil), s'échappent par la vanne V1 ouverte vers le canister où elles sont adsorbées (vanne V2 fermée). La désorption s'effectue à chaque démarrage du véhicule : vanne V2 ouverte et vanne V1 fermée. De l'air extérieur est aspiré par le moteur (le moteur provoque une légère dépression), passe dans le canister et désorbe les vapeurs fixées. Le flux résultant va vers le moteur où les vapeurs sont brûlées. Il n'y a pas de vapeur d'essence relarguée dans l'atmosphère, car le dispositif est très éfficace et souvent surdimensionné.

## Plongée sous-marine

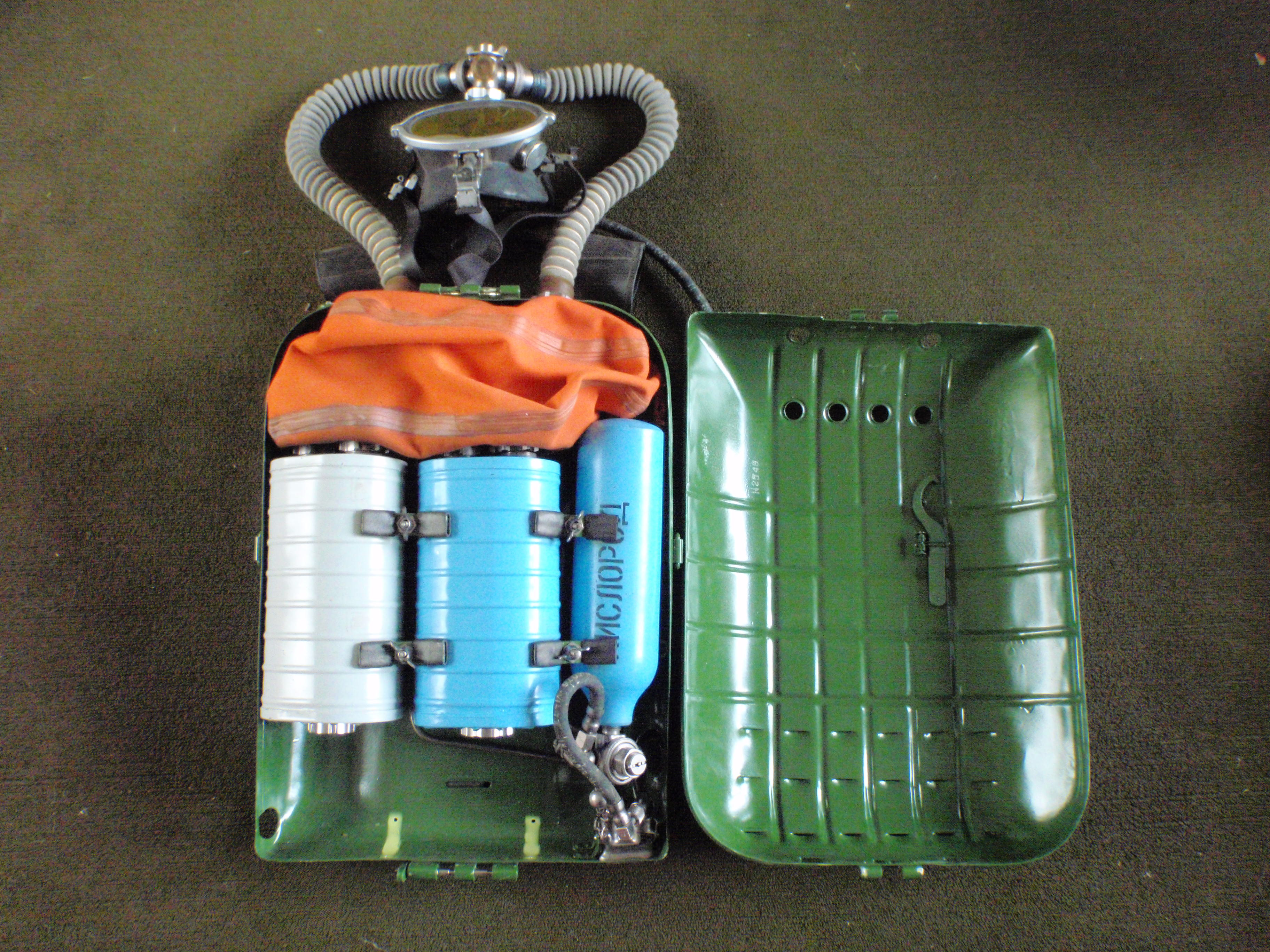
Vue des canisters d'un recycleur.

Un canister est un dispositif utilisé dans un recycleur pour filtrer le CO2 de la respiration et permettre de plonger sans bouteille.

## Surveillance de la qualité de l'air ambiant
Un canister est un dispositif de prélèvement d'air, qui permet des mesures quantitatives de certains gaz (ex. : radon d'origine minière, avec ce que les Anglosaxons appellent un charcoal canister, en fait un canister à charbon actif, identique sur le prinsipe  au canister automobile, mais de forme différente).
Il est constitué d'un récipient en forme de sphère muni d'un support, afin d'être posé au sol, et d'un dispositif de prélèvement : vanne programmable pour prélever de zéro (prélèvement « instantané », de l'ordre de trente secondes) à 24 heures ; sa taille est de l'ordre de grandeur d'un ballon de football.
L'intérieur est en acier inoxydable poli ; traité par une couche spéciale de silice, destinée à faciliter le « relargage » de l'air qui sera prélevé.
Pour effectuer le prélèvement, on effectue au préalable un nettoyage technique poussé du canister, contrôlé dans un laboratoire, puis on opère un vide déterminé, et on ferme la vanne.
Le canister est prêt ; il sera positionné au sol ou sur un support, et la vanne, munie d'une programmation, s'ouvrira à l'heure prévue, pour la durée déterminée, et se fermera finalement.
Ensuite, le canister sera conduit dans un laboratoire spécialisé, capable d'analyser l'air et ses polluants, par différentes techniques adaptées aux polluants et à leurs concentrations : chromatographie en phase gazeuse, spectrométrie de masse.